# یوهان کارل ارنفرید کگل

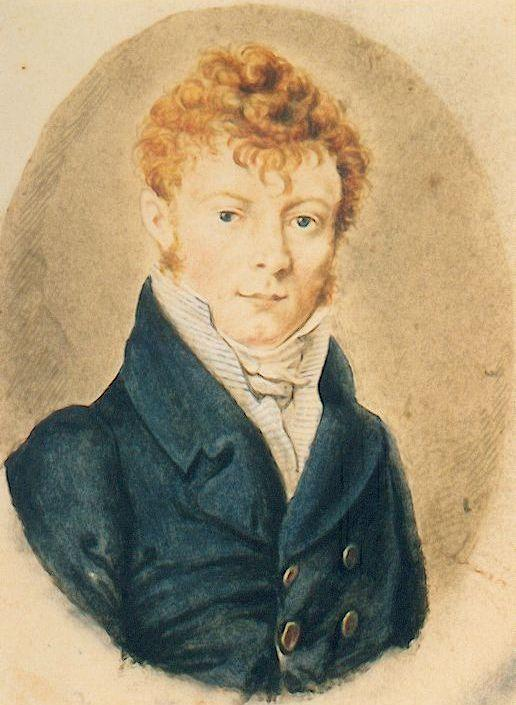
این عکس شخمی مطعلق به یوهان کارل ارنفرید کگل است

یوهان کارل ارنفرید کگل (به آلمانی: Johann Karl Ehrenfried Kegel) در سوم اکتبر ۱۷۸۴ میلادی در شهر منسفلد آلمان به دنیا آمده و در ۲۵ ژوئیه ۱۸۶۳ میلادی در شهر اودسا از دنیا رفته است. نامبرده یک آلمانی محقق و عالم در مورد مسائل زراعی و کشاورزی در شبه جزیره کامچاتکا بود.
یوهان کارل ارن فرید کگل در زمستان سال ۱۸۲۷ – ۱۸۲۶ میلادی به شهر سن پترزبورگ روسیه مهاجرت کرد و در سال ۱۸۴۱ میلادی به دستور دولت روسیه موظف گردید در کامچاتکا بررسی‌های لازم را جهت امکان انجام امور کشاورزی و استخراج معدن انجام دهد.
در گزارش تهیه شده توسط نامبرده نه تنها در زمینه دنیای حیوانات، نوع خاک و موضوع زمین‌شناسی بحث شده بلکه در خصوص نحوه زندگی اهالی کامچاتکا هم سخن به میان آمده است.
او در بررسی‌هایش به حاصل خیز بودن زمین‌ها و معادن غنی اشاره کرده و پیشنهادهایی جهت بهبود وضعیت زندگی اهالی کامچاتکا و نیز ظلم و ستم و اجحافی که به آنها می‌شود سخن گفته است.